# Ernesto Eugenio Filippi
Ernesto Eugenio Filippi (Collelungo, 17 de maig del 1879 – 23 d'agost del 1951) fou un arquebisbe catòlic italià.

## Biografia
Fou ordenat sacerdot el 21 de setembre de 1901.
El 22 de juliol de 1921, el papa Benet XV el va nomenar arquebisbe titular de l'Arxidiòcesi de Sàrdica i delegat apostòlic a Mèxic; va rebre l'ordenació episcopal el 7 d'agost del cardenal Gaetano De Lai, cardenal bisbe de Sabina, co-consagradors archebisbe Giuseppe Palica, vicegerent de la diòcesi de Roma, i futur cardenal Luigi Capotosti, secretari de la Congregació per a la disciplina dels sagraments.
Dos anys més tard, el 31 de març de 1923, el papa Pius XI el va traslladar, de nou, ara com a delegat apostòlic de l'església catòlica a Turquia.
El 6 d'abril de 1925, el mateix Papa el va nomenar arquebisbe metropolità de Monreale, on va romandre fins a la seva mort el 23 d'agost de 1951.

## Genealogia episcopal i successió apostòlica
La genealogia episcopal és:
- Cardenal Scipione Rebiba
- Cardenal Giulio Antonio Santori
- Cardenal Girolamo Bernerio, OP
- Arquebisbe Galeazzo Sanvitale
- Cardenal Ludovico Ludovisi
- Cardenal Luigi Caetani
- Cardenal Ulderico Carpegna
- Cardenal Paluzzo Paluzzi Altieri degli Albertoni
- Papa Benet XIII
- Papa Benet XIV
- Papa Climent XIII
- Cardenal Marcantonio Colonna
- Cardenal Giacinto Sigismondo Gerdil, B.
- Cardenal Giulio Maria della Somaglia
- Cardenal Carlo Odescalchi, SÍ
- Cardenal Costantino Patrizi Naro
- Lúcida cardenal Maria Parocchi
- Papa Pius X
- Cardenal Gaetano De Lai
- Arquebisbe Ernesto Eugenio Filippi

La successió apostòlica és:
- Bisbe Bernardino Re, OFMCap. (1928)